# Groupe de NGC 4750
Le groupe de NGC 4750 comprend au moins huit galaxies situées dans la constellation du Dragon. 

## Distance du groupe de NGC 4750
Les distances de Hubble calculées à partir du décalage sont souvent (7 fois sur 8) plus petites et en dehors des limites des valeurs obtenues par des méthodes indépendantes du décalage. La distance moyenne des galaxies calculée à partir du décalage est de 24,0 ± 2,3 Mpc (∼78,3 millions d'al) alors que celles obtenues par des méthodes indépendantes est de 29,5 ± 7,8 Mpc (∼96,2 millions d'al). Ce groupe se dirige donc en direction de la Voie lactée à une vitesse non négligeable par rapport à celle produite par l'expansion de l'Univers.

## Membres
Le tableau ci-dessous liste les huit galaxies du groupe indiquées dans l'article de A.M. Garcia paru en 1993.
Notons que la galaxie NGC 4648 est placé dans un autre groupe de galaxies par Sengupta et Balasubramanyam, celui de NGC 4589. 
| Nom      | Class.      | Type       | α (J2000.0)   | δ (J2000.0) | Vitesse radiale (km/s) | m    | Diamètre (Mpc) | Dimension (kal) | D (Mpc)     |
| -------- | ----------- | ---------- | ------------- | ----------- | ---------------------- | ---- | -------------- | --------------- | ----------- |
| NGC 4648 | E3          | Elliptique | 12h 41m 44.4s | 74° 25′ 15″ | 1414 ± 18              | 12,0 | 21,6 ± 1,5     | 90              | 44,8 ± 12,8 |
| NGC 4693 | Sd          | Spirale    | 12h 47m 09.2s | 71° 10′ 34″ | 1674 ± 4               | 13,4 | 25,7 ± 1,8     | 53              | 31,5 ± 5,6  |
| NGC 4749 | Sb?         | Spirale    | 12h 51m 12.0s | 71° 38′ 12″ | 1742 ± 4               | 13,5 | 26,6 ± 1,9     | 56              | 32,4 ± 4,2  |
| NGC 4750 | (R)SA(rs)ab | Spirale    | 12h 50m 07.3s | 72° 52′ 29″ | 1620 ± 3               | 11,2 | 24,7 ± 1,7     | 57              | 26,1 ± ?A   |
| UGC 7767 | E           | Elliptique | 12h 35m 32.4s | 73° 40′ 29″ | 1282 ± 27              | 12,5 | 19,7 ± 1,4     | 24              | 27,9 ± 0,1A |
| UGC 7908 | Scd?        | Spirale    | 12h 43m 37.8s | 73° 36′ 45″ | 1668 ± 4               | 14,6 | 25,4 ± 1,8     | 26              | 16,8 ± 0,1A |
| UGC 8052 | S?          | Spirale    | 12h 54m 53.0s | 73° 10′ 42″ | 1541 ± 4               | 13,6 | 23,5 ± 1,7     | 55              | 28,8 ± 0,1A |
| UGC 8120 | Sd          | Spirale    | 12h 59m 56.2s | 73° 41′ 33″ | 1663 ± 4               | 14,9 | 25,3 ± 1,8     | 56              | 27,9 ± 2,5  |

- A Une ou deux mesures.

Le site DeepskyLog permet de trouver aisément les constellations des galaxies mentionnées dans ce tableau ou si elles ne s'y trouvent pas, l'outil du site constellation permet de le faire à l'aide des coordonnées de la galaxie. Sauf indication contraire, les données proviennent du site NASA/IPAC.